# Krzysztof Spalik
Krzysztof Spalik, né en 1961, est un botaniste polonais. Il a nommé et décrit 59 taxons de plantes différents. Il travaille à l'Université de Varsovie.

## Publications
- (en) Krzysztof Spalik, Revision of Anthriscus (Apiaceae), W. Szafer Institute of Botany, PAN, 1997 (ISBN 978-83-85444-51-0, OCLC 38724577, lire en ligne)
- (pl) Karolina Archacka, Rafał Archacki, Krzysztof Spalik et Joanna Stocka, Biologia po prostu: podręcznik do szkół ponadgimnazjalnych : zakres podstawowy, Wydawnictwa Szkolne i Pedagogiczne, 2015 (ISBN 978-83-02-12351-1, OCLC 932199055, lire en ligne)
- (pl) Andrzej Czubaj et Krzysztof Spalik, Biologia: podręcznik dla liceum ogólnokształcącego, liceum profilowanego i technikum : kształcenie w zakresie rozszerzonym. Cz. 3 Cz. 3, Wydawnictwa Szkolne i Pedagogiczne, 2008 (ISBN 978-83-02-08883-4, OCLC 749815634, lire en ligne)
- (pl) John Brookes, Steven Wooster et Krzysztof Spalik, Projektowanie ogrodów: [praktyczny podręcznik dla stylistów i projektantów ogrodów, Wiedza i Życie, 1996 (ISBN 978-83-86805-42-6, OCLC 749574962, lire en ligne)
- (pl) Janina Grzegorek, Andrzej Jerzmanowski, Krzysztof Staroń et Krzysztof Spalik, Biologia XXI: zadania dla ucznia : gimnazjum. Cz. 1 Cz. 1, Wydawnictwa Szkolne i Pedagogiczne, 2005 (ISBN 978-83-02-07586-5 et 978-83-02-07588-9, OCLC 749607641, lire en ligne)
- (pl) Andrzej Czubaj et Krzysztof Spalik, Biologia: kształcenie w zakresie rozszerzonym : poradnik dla nauczyciela i program nauczania w liceum ogólnokształcącym. Cz. 1 Cz. 1, Wydawnictwa Szkolne i Pedagogiczne, 2003 (ISBN 978-83-02-08190-3 et 978-83-02-08515-4, OCLC 749209630, lire en ligne)
- (en) Krzysztof Spalik, On evolution of andromonoecy and "overproduction" of flowers: a resource allocation model, The Linnean Society, 1991 (OCLC 831112520, lire en ligne)
- (pl) Krzysztof Spalik, « Od nowej matury do nowej podstawy programowej », Biologia w Szkole.,‎ 2006, p. 16–20 (lire en ligne, consulté le 6 février 2021)
- (pl) Krzysztof Spalik, « Mity o nowej maturze », Biologia w Szkole.,‎ 2006, p. 42–45 (lire en ligne, consulté le 6 février 2021)
- (pl) Krzysztof Spalik, « Nowe liceum, nowa matura, nowy podręcznik: kształcenie w zakresie rozszerzonym », Biologia w Szkole., vol. 2002,‎ 2002, p. 16–19 (lire en ligne, consulté le 6 février 2021)